# 香港特別行政區入境許可證
香港特别行政区入境许可证是香港入境事务处向无法取得往港旅行证件的人，或者持有不受承认的旅行证件的人，以单页纸形式签发的，准许持有人入境香港的证件。

## 适用情况

### 在内地出生的新生儿
父母一方是中国籍香港永久性居民、父母另一方是中国籍非内地居民、在内地出生的新生儿，在名义上受制于《中华人民共和国香港特别行政区基本法》第二十二条第四款，非经“办理批准手续”，无法直接取得香港特别行政区永久性居民身份证。然而，这类新生儿因父母双方均不是内地居民，无法在内地落户。事实上，与父母至少一方为内地居民的情形不同，这类新生儿无需受制于“须首先在内地落户、再申请单程证”的限制，可以直接向香港入境处以“受养人”名义申请单页纸形式的入境许可证（被内地机关称为“定居类进入许可”），而后向内地的出入境管理机关申请一次出境有效的中华人民共和国出入境通行证前往香港，在入境香港后即视为已完成基本法第第二十二条第四款的批准手续，可以直接申请香港永久性居民身份证。

### 台湾华籍居民
香港特别行政区政府不承认中华民国护照。在实施“台湾居民预办入境登记”便利措施前，載有國民身分證統一編號的中華民國護照持有人（即香港入境处所称的“台湾华籍居民”）如欲以访客身份入境香港一次或两次，也需要办理此类单页纸形式的入境许可证。以访客身份多次入境者会获发本式多次入境许可证，其封面为蓝色；而以学习、工作等身份入境香港者亦会获发同样的本式证件，但封面为橘色，该证件由于外皮颜色而俗称“橘金本”。
在实施“台湾居民预办入境登记”便利措施前，中华民国护照持有人也可以通过特許航空公司及其代理機構，以网上申请的方式向香港入境处申请入境许可证。根据此方式发出的入境许可证称为“网上快证”（iPermit），但该计划现已结束。